# Raytown, Missouri
Raytown, Missouri là một thành phố thuộc quận trong tiểu bang Missouri, Hoa Kỳ. Thành phố có diện tích km2, dân số theo điều tra năm 2006 của Cục điều tra dân số Hoa Kỳ là 28.577 người.